# 武儀町立富之保小学校
武儀町立富之保小学校 （むぎちょうりつ とみのほしょうがっこう）は、かつて岐阜県武儀郡武儀町（現・関市）に存在した公立小学校。

## 概要
- 旧・武儀郡富之保村（現・関市富之保）が校区であった。2003年、中之保小学校と統合され、武儀東小学校の新設により廃校。校舎は武儀東小学校に転用され、さらに2021年、武儀東小学校と武儀西小学校を統合した武儀小学校の校舎に転用された。

## 沿革
- 1873年（明治6年）6月 - 教育義校が開校。無住職の寺の雲光寺を廃寺とし、校舎にあてる。
- 1874年（明治7年） - 富之保学校に改称する。
- 1876年（明治9年） - 雁曽礼地区の白山神社に雁曽礼分校を設置する。
- 1883年（明治16年） - 雁曽礼分校を廃止する。
- 1886年（明治19年） - 富之保簡易科小学校に改称する。
- 1891年（明治24年） - 富之保尋常小学校に改称する。
- 1897年（明治30年）2月 - 現在地に校舎（木造2階建）を新築し、移転する。
- 1899年（明治32年）3月 - 富之保尋常高等小学校に改称する。
- 1902年（明治35年）2月 - 農業補習学校を設置。
- 1911年（明治44年）7月 - 農業裁縫補習学校を設置。
- 1912年（大正元年）9月23日 - 暴風雨により校舎が半壊。東漸寺[注釈 2]、民家を仮校舎とする。
- 1914年（大正3年）6月 - 校舎を2階建から平屋建に改修し、復旧を完了する。
- 1917年（大正6年） - 校舎を増築する。
- 1919年（大正8年） - 仮曽礼地区、祖父川地区の児童のために、出張授業を開始する。
- 1920年（大正9年）3月31日 - 出張授業を廃止。
- 1930年（昭和5年） - 校舎を増築する。
- 1941年（昭和16年）4月1日 - 富之保国民学校に改称する。
- 1947年（昭和22年）4月1日 - 富之保村立富之保小学校に改称する。
- 1949年（昭和24年）4月1日 - 校舎の一部が岐阜県武儀郡美濃高等学校津保谷分校として使用される。
- 1955年（昭和30年）4月1日 - 中之保村、富之保村、下之保村が合併し武儀村が発足。同時に武儀村立富之保小学校に改称する。
- 1960年（昭和35年）11月26日 - 組合立中濃高等学校の新校舎が完成し、富之保小学校校舎から移転する。
- 1970年（昭和45年） - 前年に統合で廃校となった、隣接する旧・富之保中学校の校舎に移転する。
- 1971年（昭和46年）4月1日 - 町制施行して武儀町となる。同時に武儀町立富之保小学校に改称する。
- 1981年（昭和56年） - 体育館が完成。
- 1985年（昭和60年） - 新校舎（鉄筋コンクリート造3階建）が完成する。
- 2003年（平成15年）3月 - 統合により廃校。